# Bonostaten
Bonostaten var en historisk stat som låg i nuvarande Ghana mellan 1000-talet och 1957. Dess huvudstad var Bono Manso.
Det var en Akanstat och har betraktats som den första större staten inom Akankulturen. 
Det deltog i den transatlantiska slavhandeln. 
Det upplöstes efter ett krig med britterna och uppgick i Kolonin och protektoratet Nigeria.